# جيمس ستيفنز (لاعب كرة قدم)
جيمس ستيفنز (بالإنجليزية: James Stevens)‏ (16 يوليو 1984 بفورتسبورغ في ألمانيا - ) هو لاعب كرة قدم أمريكي في مركز الهجوم. لعب مع Northern Virginia FC ‏ وReal Maryland F.C. ‏ ونادي بان وWest Texas FC ‏.

## وصلات خارجية
- جيمس ستيفنز على موقع قاعدة بيانات كرة القدم.إي يو (الإنجليزية)